# Winston-Salem Open 2011
Winston-Salem Open 2011 — тенісний турнір, що проходив на кортах з твердим покриттям у місті Вінстон-Сейлем, США з 22 серпня. Належав до категорії ATP World Tour 250.

## Фінальна частина

### Одиночний розряд
Джон Ізнер —  Жульєн Беннето 4–6, 6–3, 6–4

### Парний розряд
Джонатан Ерліх /  Енді Рам —  Крістофер Кас /  Александер Пея 7–6(7–2), 6–4